# 16 Dywizja Pancerna (USA)
16 Dywizja Pancerna (ang. 16th Armored Division) – amerykańska dywizja pancerna, funkcjonująca w latach 1943–1945.
Zorganizowana rozkazem z 15 lipca 1943 roku.
Przybyła do Francji w lutym 1945, dotarła na front pod koniec kwietnia. W maju jej oddziały weszły na terytorium Czechosłowacji i brały udział w wyzwoleniu Pilzna. Ponieważ dywizja walczyła w ostatnich dniach wojny, gdy opór niemiecki przeciwko siłom aliantów zachodnich już wygasał, jej straty były minimalne, a oficjalni historycy armii amerykańskiej uznali, że aktywnie walczyła tylko przez trzy dni.
Po wojnie dywizja wróciła do Stanów Zjednoczonych i została rozwiązana w październiku 1945.